# Torri e campanili più alti del mondo
Questa è la cronologia delle torri più alte del mondo, le costruzioni in muratura ordinate secondo l'anno in cui hanno infranto il primato mondiale; l'altezza considerata è quella strutturale, ovvero dalla base dell'edificio al punto architetturale più alto, sempre che questo sia integrato nell'edificio.
Sono considerate torri solo le costruzioni verticali non abitabili atte a scopi civici, di difesa, di vista, campanari, campanili, minareti (nella lista non sono perciò presenti i grattacieli, né sono incluse tutte le forme di struttura).

## Cronologia
| Immagine | Record               | Edificio                 | Città                | Stato       | Altezza  | Note |
|          | 2019 - attuale       | Grande Moschea di Algeri | Algeri               | Algeria     | 265 m    | Il minareto più alto del mondo. |
|          | 1993 - 2019          | Moschea di Hassan II     | Casablanca           | Marocco     | 210 m    | Il minareto più alto del Marocco e il secondo al mondo. |
|          | 1901 - 1993          | Municipio di Filadelfia  | Filadelfia           | Stati Uniti | 167 m    | La torre più alta delle Americhe. |
|          | 1890 - 1901          | Duomo di Ulma            | Ulma                 | Germania    | 161,53 m | Il campanile più alto d'Europa. |
|          | 1880 – 1888          | Duomo di Colonia         | Colonia              | Germania    | 157 m    | Il secondo campanile più alto della Germania e dell'Europa |
|          | 1876 - 1880          | Cattedrale di Rouen      | Rouen                | Francia     | 151 m    | Il campanile più alto di Francia. |
|          | 1874 - 1876          | Chiesa di San Nicola     | Amburgo              | Germania    | 147 m    | |
|          | 1647 - 1874          | Cattedrale di Strasburgo | Strasburgo           | Francia     | 142 m    | La torre di epoca pre-industriale più alta del mondo. |
|          | 1625 - 1647          | Chiesa di Santa Maria    | Stralsund            | Germania    | 151 m    | Perse il primato nel 1647 a causa della sua distruzione per un incendio scaturito da un fulmine; il primo posto venne preso dalla cattedrale di Strasburgo, con i suoi 142 m.                |
|          | 1549 - 1625          | Chiesa di Sant'Olav      | Tallinn              | Estonia     | 159 m    | Perse il primato nel 1625 quando la cima della torre subì un pesante crollo, essendo stata colpita da un fulmine; la chiesa di Santa Maria a Stralsund divenne l'edificio più alto al mondo. |
|          | 1300 - 1549          | Cattedrale di Lincoln    | Lincoln              | Inghilterra | 160 m    | Perse il primato nel 1549 a causa del crollo della guglia originale; la struttura più alta diventò la torre della chiesa di Sant'Olav.                                                       |
|          | 300 a.C. - 1300 d.C. | Faro di Alessandria      | Alessandria d'Egitto | Egitto      | 134 m    | Perse il primato nel 1300 con la costruzione della torre della cattedrale di Lincoln. Crollò a causa di terremoti nel 1303.                                                                  |